# Horisme kansuensis
Horisme kansuensis är en fjärilsart som beskrevs av Leo Andrejewitsch Sheljuzhko 1955. Horisme kansuensis ingår i släktet Horisme och familjen mätare. Inga underarter finns listade i Catalogue of Life.